# Estadio Raimundo Ribeiro de Souza
El Estadio Raimundo Ribeiro de Souza (en portugués: Estádio Raimundo Ribeiro de Souza) llamado también Ribeirão, es un recinto deportivo utilizado principalmente para la práctica del fútbol ubicado en la ciudad de Boa Vista, la ciudad capital del estado de Roraima al norte del país sudamericano de Brasil. Sus espacios son una propiedad pública que pertenece al Gobierno del Estado y tienen una capacidad para entre 3.000 y 3300 personas. Ha sido usado por diferentes equipos entre los que se pueden citar  Baré Esporte Clube, Associação Esportiva Real y São Raimundo Esporte Clube.
Está ubicado en la Avenida Nossa Senhora de Nazaré 781, Bairro Tancredo Neves, Boa Vista.